# Regola della potenza
In analisi matematica, la regola della potenza è una regola di derivazione che permette di calcolare la derivata della funzione {\displaystyle h(x)=f(x)^{g(x)}}, dove {\displaystyle f(x)} e {\displaystyle g(x)} sono funzioni derivabili.

## Definizione
La derivata della funzione {\displaystyle h(x)}, detta anche funzione composta esponenziale, può essere vista come il prodotto della funzione originaria per la derivata del prodotto {\displaystyle g(x)\cdot \ln(f(x))}.
{\displaystyle D\left[h(x)\right]=h(x)\cdot D\left[g(x)\cdot \ln(f(x))\right]=f(x)^{g(x)}\left[g'(x)\ln(f(x))+{\frac {g(x)f'(x)}{f(x)}}\right]}
Le notazioni {\displaystyle D\left[f(x)\right]} e {\displaystyle f'(x)} indicano il medesimo significato di derivata.

## Dimostrazione
Si consideri l'identità iniziale {\displaystyle h(x)=f(x)^{g(x)}}. Applicando il logaritmo naturale ad ambo i membri si ottiene l'identità
{\displaystyle \ln(h(x))=\ln \left(f(x)^{g(x)}\right)=g(x)\cdot \ln(f(x))}
e derivando il tutto si ha
{\displaystyle D\left[\ln(h(x))\right]={\frac {h'(x)}{h(x)}}=D\left[g(x)\cdot \ln(f(x))\right]}.
Ne consegue che
{\displaystyle h'(x)=h(x)\cdot D\left[g(x)\cdot \ln(f(x))\right]}
da cui segue la tesi. cvd.